# Мантия Жуана VI

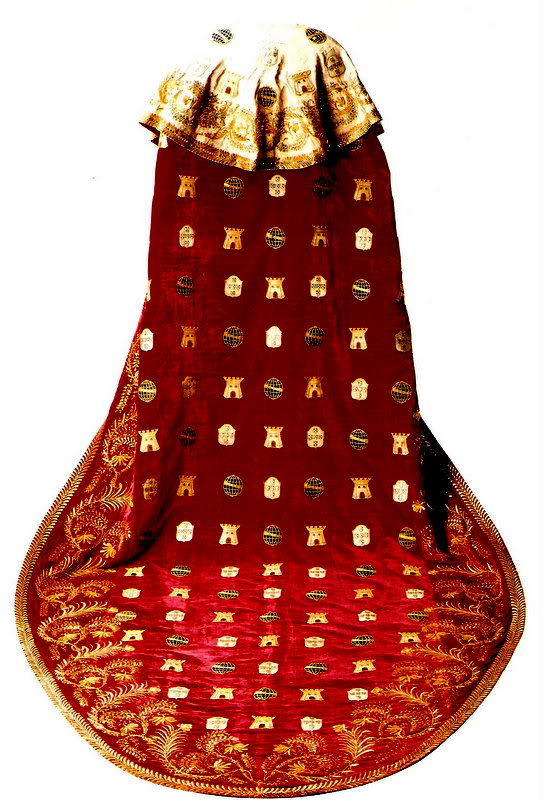
Мантия Жуана VI

Мантия Жуана VI, также известная как «Мантия Соединенного Королевства Португалии, Бразилии и Алгарви» (порт. Manto de João VI; Manto do Reino Unido de Portugal, do Brasil, e dos Algarves) — часть королевских регалий Португалии, которая была изготовлена для церемонии коронации короля Жуана VI, наряду с короной и скипетром с армиллярной сферой.

## История
Мантия была изготовлена в Португалии для церемонии коронации Жуана VI, проходившей в Бразилии, куда король переехал ввиду захвата Португалии войсками Наполеона. Эту мантию носил только Жуан VI.

## Описание
Мантии была изготовлена из бархата, шёлка, меха горностая, а также различных драгоценных камней. На мантию нанесены изображения нескольких символов Соединённого Королевства Португалии, Бразилии и Алгарви:
- армиллярная сфера — первоначально была символом короля Мануэла I, впоследствии стала символом колониальной Бразилии. После создания в 1815 году Соединённого Королевства Португалии, Бразилии и Алгарви изображение армиллярной сферы было размещено на государственном флаге Королевства, оно также присутствует на современных флаге и гербе Португалии;
- за́мок — символизирует замки семи мавританских правителей, отвоёванных королём Афонсу I Великим во время Реконкисты, изображение семи замков находится на гербе Португалии;
- щит с пятью безантами — символизирует право Португалии чеканить свою монету как независимое государство, символ широко используется на упрощённом варианте португальского герба.